# Década de 1870

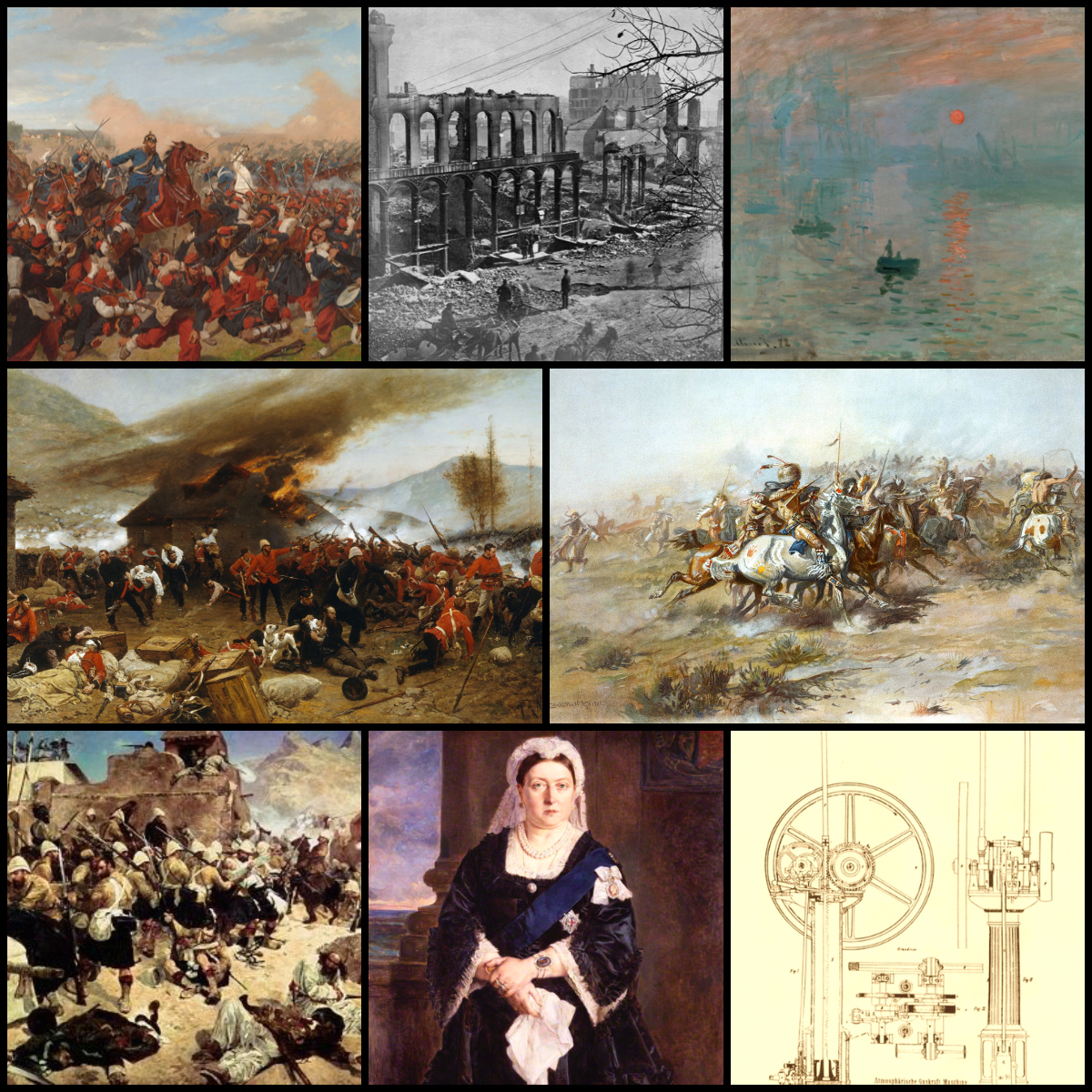
Da direita para a esquerda, no sentido horário: O conflito irrompe entre o
Segundo Império Francês e o Reino da Prússia levando à Guerra Franco-Prussiana em 1870; um incêndio em Chicago matou aproximadamente 300 pessoas e deixou cerca de 100.000 pessoas desabrigadas em 1871; Claude Monet Impressão, Nascer do Sol é reconhecida como a fonte de inspiração para o movimento impressionista; O EUA Exército é derrotado por tribos Arapaho, Lakota e Cheyenne do Norte durante a Batalha de Little Bighorn em 1876; Nicolaus Otto patenteia o primeiro motor de combustão interna comercial de quatro tempos; Rainha Vitória é reconhecida como o " Imperatriz da Índia" na Lei dos Títulos Reais de 1876; As forças do Emirado do Afeganistão se defendem contra os invasores do Raj britânico na Segunda Guerra Anglo-Afegã; Os lutadores do Império Britânico e do Reino Zulu se engajam em combate durante a Guerra Anglo-Zulu.

Século: Século XVIII - Século XIX - Século XX
Décadas: 1840 1850 1860 - 1870 - 1880 1890 1900
Anos: 1870 - 1871 - 1872 - 1873 - 1874 - 1875 - 1876 - 1877 - 1878 - 1879
A década de 1870 foi uma década do calendário gregoriano que começou em 1º de janeiro de 1870 e terminou em 31 de dezembro de 1879.
As tendências da década anterior continuaram nesta, com o surgimento de novos impérios, imperialismo e militarismo na Europa e na Ásia. Os Estados Unidos estavam se recuperando da Guerra Civil Americana, embora a era da Reconstrução tenha deixado seu próprio legado de segregação racial no país.[carece de fontes?] A Alemanha se unificou como nação em 1871 e deu início ao Império Alemão. As mudanças nas condições sociais levaram a força de trabalho a cooperar na forma de sindicatos para exigir melhores salários e condições de trabalho, com greves ocorrendo em todo o mundo na última parte da década e continuando até a Primeira Guerra Mundial.[carece de fontes?] A década também foi um período de significativo avanço tecnológica; o fonógrafo, o telefone e a lâmpada elétrica foram todos inventados durante a década de 1870, embora ainda demorassem várias décadas antes que se tornassem utensílios domésticos.